# Vietor Rock
Der Vietor Rock ist ein Klippenfelsen im Archipel der Südlichen Shetlandinseln. Er liegt vor dem Nikopol Point an der Südküste der Byers-Halbinsel im äußersten Westen der Livingston-Insel, mit der er über einen niedrigen Isthmus verbunden ist.
Das UK Antarctic Place-Names Committee benannte ihn 1958 nach Alexander Orr Vietor (1913–1981), Kurator für Landkarten an der Yale University, der die Logbücher der Robbenfangschiffe Herselia und Huron entdeckt hatte, die von 1819 bis 1820 bzw. von 1820 bis 1821 in den Gewässern um die Südlichen Orkneyinseln operierten.